# Dendromyrmex apicalis
Dendromyrmex apicalis är en myrart som beskrevs av Mann 1916. Dendromyrmex apicalis ingår i släktet Dendromyrmex och familjen myror.

## Underarter
Arten delas in i följande underarter:
- D. a. apicalis
- D. a. filiae
- D. a. guyanensis
- D. a. opaciceps